# 伊恩·皮尔
伊恩·皮尔（英語：Ian Peel，1958年1月18日—），英国男子射击运动员。他曾代表英国参加1988年、2000年和2004年夏季奥林匹克运动会射击比赛，其中2000年奥运会获得一枚银牌。